# Verdellino
Verdellino (Erdelì [ɛɾdɛˈli] in dialetto bergamasco) è un comune italiano di 7 741 abitanti della provincia di Bergamo in Lombardia.
Situato nella pianura centrale bergamasca, dista circa 13 chilometri a sud dal capoluogo orobico.

## Storia
I primi agglomerati urbani presenti sul territorio risalgono al periodo della dominazione romana, come si evince da antiche testimonianze archeologiche rinvenute nel paese, tra le quali spicca per importanza un frammento di epigrafe romana, ora murata nella facciata posteriore della casa parrocchiale.
Anche il toponimo dovrebbe trovare origine in questo periodo, derivando da virides, che indicherebbe, con l'aggettivo verde, la presenza di numerosi e grandi prati. Tuttavia recenti studi vorrebbero far risalire l'origine dei primi insediamenti all'epoca dei Galli Cenomani, basandosi sul prefisso del nome vir-, di probabile matrice celtica.
Per trovare i primi documenti scritti in cui si attesta l'esistenza del nome bisogna aspettare l'anno 1010, quando si menziona il luogo di Verdello Minore.
Nel XIV secolo i confini di Verdellino si presentavano simili a quelli odierni, ma il territorio venne interessato dai violenti scontri tra guelfi e ghibellini. In questo ambito grande rilevanza ebbe l'attacco perpetrato da Bernabò Visconti il 22 marzo 1358, nel quale venne incendiato il borgo di Verdellino, unitamente ai vicini di Comun nuovo e Verdello.
Difatti le proprietà comunali di Verdello Minore erano ad appannaggio della ghibellina famiglia Suardi, in netta contrapposizione con i vicini di schieramento guelfo: a tal riguardo sul territorio sorsero numerose fortificazioni, tra cui un castello.
Nel 1408 la questione venne risolta a favore dei Suardi, grazie a Pandolfo Malatesta, che rese gran parte delle terre di Verdello Maggiore alla famiglia stessa.
La situazione venne risolta definitivamente dall'arrivo della Repubblica di Venezia nel 1428, la quale emanò una serie di decreti volti a risollevare la situazione sociale ed economica.
In una lettera del 1596 si descriveva Verdel Piccolo come un piccolo paese di 330 anime, 49 famiglie tutte dedite all'agricoltura, con conseguente situazione di grande povertà.
Nei secoli successivi il paese, dopo aver assunto l'attuale denominazione di Verdellino, passò, nel 1797, alla Repubblica Cisalpina. Questa ebbe vita breve, tanto che nel 1815 venne sostituita dagli Austriaci, che inserirono Verdellino e la provincia di Bergamo nel Regno Lombardo-Veneto. L'ultimo passaggio avvenne nel 1859, con la formazione del Regno d'Italia.
Il paese non visse eventi di particolare rilievo fino all'immediato secondo dopoguerra, quando una zona posta ai margini del territorio comunale (comprendente anche terreni di altri paesi limitrofi) fu interessata da un progetto di urbanizzazione ed industrializzazione che prevedeva la creazione di un nuovo centro industriale con 50 000 abitanti, chiamato Zingonia. Il progetto fallì parzialmente, poiché rimasto incompiuto.

### Simboli
Lo stemma, approvato dal donsiglio comunale il 10 marzo 2011 e concesso con decreto del presidente della Repubblica del 7 giugno 2011, si blasona:
(D.P.R. 7 giugno 2011)
L'olmo, pianta molto diffusa in zona, è il simbolo tradizionale del paese e ha dato il nome al santuario della Madonna dell'Olmo.
La ruota dentata ricorda l'urbanizzazione e le industrie di Zingonia, mentre la stella d'oro è un simbolo della Comunità Europa.
Il gonfalone è un drappo di giallo.

## Monumenti e luoghi d'interesse
In ambito religioso riveste grande importanza la chiesa parrocchiale di Sant'Ambrogio. Edificata nel corso del XVII secolo, ma rifatta in modo sostanziale nel 1890, presenta ancora un bel portale in stile barocco, oltre ad opere pittoriche di buon pregio.
È inoltre possibile ammirare il santuario della Beata Vergine dell'Olmo, risalente al XVI secolo, epoca in cui si trovava in aperta campagna. Oggi si trova racchiuso dalla zona industriale di Zingonia, ma al suo interno si possono ancora ammirare resti di affreschi molto caratteristici.
In seguito ad un'ondata di maltempo, nel novembre 2008 il secolare Olmo del Santuario, si è spezzato dopo anni di malattie che gli esperti chiamati dal comune stesso hanno cercato di arginare. Al giorno d'oggi è comunque possibile vedere la base del secolare albero.

## Società

### Evoluzione demografica
Abitanti censiti

### Etnie e minoranze straniere
Secondo i dati ISTAT al 31 dicembre 2009 la popolazione straniera residente era di 1.809 persone. Le nazionalità maggiormente rappresentate in base alla loro percentuale sul totale della popolazione residente erano:
- Senegal 460 6,00%
- Pakistan 268 3,50%
- Marocco 224 2,92%
- Albania 171 2,23%
- India 121 1,58%
- Egitto 104 1,36%
- Nigeria 80 1,04%

## Infrastrutture e trasporti
Nel territorio di Verdellino è sita la stazione ferroviaria di Verdello-Dalmine posta sulla linea Bergamo-Milano e Bergamo-Treviglio.

## Frazioni
Nonostante Verdellino non abbia delle vere e proprie frazioni, una parte del suo territorio è occupata dalla località chiamata Zingonia, peculiare progetto industriale degli anni '60 rimasto parzialmente incompiuto, suddiviso su più comuni adiacenti. In particolare gran parte dell'area residenziale, la chiesa parrocchiale e le scuole di Zingonia ricadono tutte sul comune di Verdellino.